# Lingotto

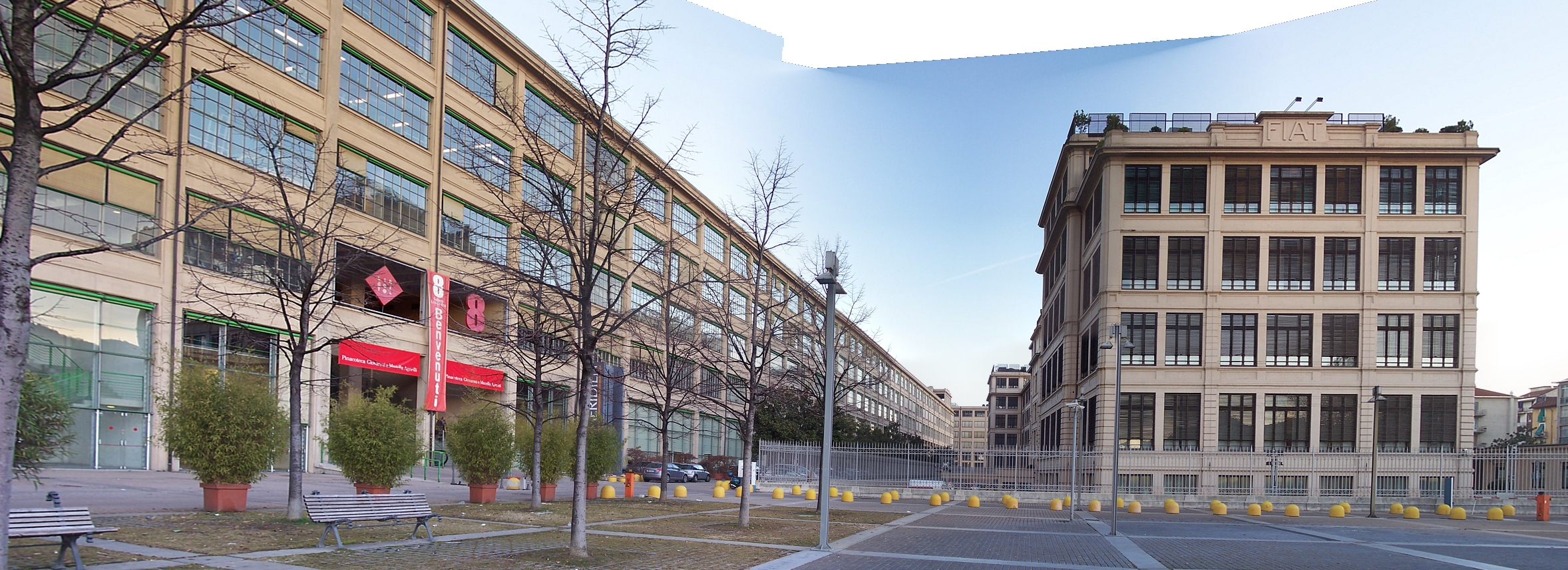
Fábrica Fiat Lingotto.

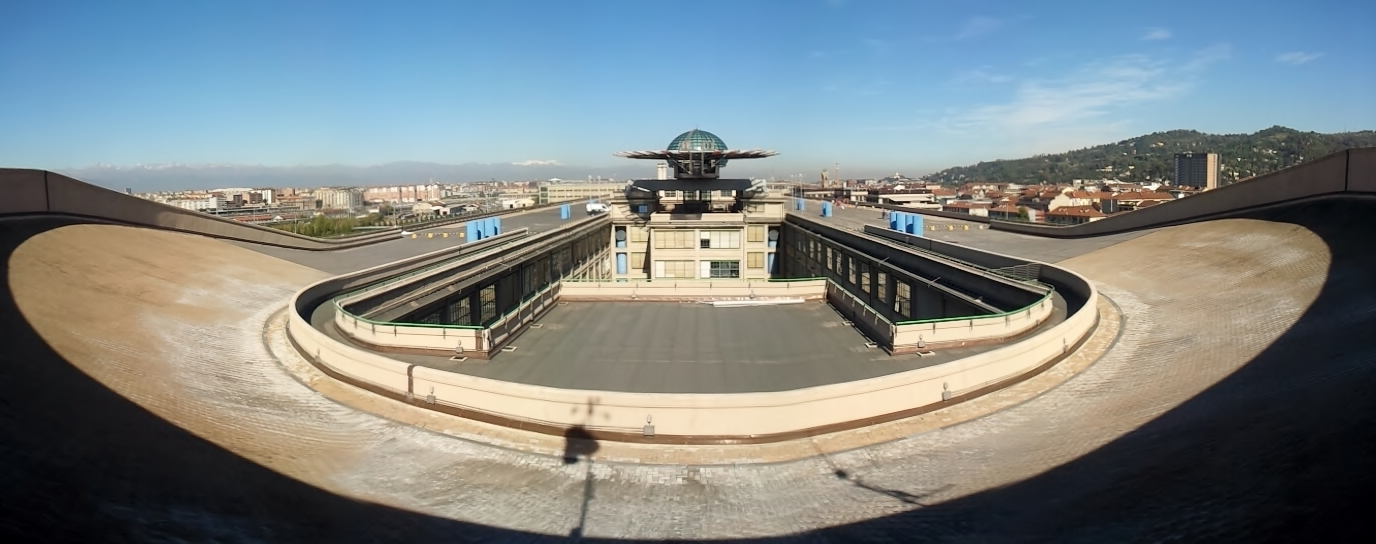
Vista de la pista de pruebas sobre el Lingotto.

Lingotto es un barrio de Turín, Italia, pero el nombre se asocia más con el Edificio Lingotto, sito en la Via Nizza, que fue en su época una enorme fábrica de coches, construida por Fiat. 

## Historia

### Proyecto y construcción
La primera piedra fue colocada hacia 1916 y fue abierto en 1923; el diseño, del joven arquitecto Giacomo Mattè-Trucco, era raro ya que tenía hasta cinco pisos. La materia prima entraba por la parte inferior, y se iban transformando en automóviles mientras subían en espiral por el interior del edificio. El vehículo acabado aparecía en la azotea, donde se encontraba un circuito de pruebas oval con curvas peraltadas y esperaba un piloto de competición, para dar una nueva vuelta y comprobar su correcto funcionamiento. Fue, en su día, la mayor fábrica de automóviles del mundo, considerándoselo un edificio de vanguardia, muy influyente e impresionante; tanto que Le Corbusier le llamó "una de las mejores imágenes de la industria", y una "guía a seguir para el diseño de las ciudades". 80 modelos diferentes fueron fabricados durante su historia, incluyendo el famoso Fiat Topolino de 1936.
El circuito de pruebas tiene 2,4 km de largo y 24 metros de ancho, con dos curvas de 180° extremadamente peraltadas y con superficie de hormigón.
A su finalización, fue el mayor edificio de Europa y el segundo del Mundo, solo por detrás de las instalaciones de Ford en River Rouge. Tiene un diseño modular, con piezas de 5 metros de largo y 5 pisos de alto, colocadas sucesivamente hasta 200 veces.

### Transformación y nuevos usos
La fábrica quedó desfasada en los años 1970 y la decisión finalmente tomada fue de cerrarlo en 1982. El cierre despertó un debate público sobre su futuro, y sobre el cómo recuperar el potencial industrial perdido en general. Se hizo una competición arquitectónica, que fue ganada por Renzo Piano, quien visionó un nuevo espacio público para la ciudad. La vieja fábrica se convirtió en un moderno complejo, con salas de conciertos, cines, un centro de exposiciones, tiendas y un prestigioso hotel. La reconstrucción acabó en 1989. Aun así, sigue siendo considerado por muchos una de las piezas más bellas de la industria.

## Galería de imágenes

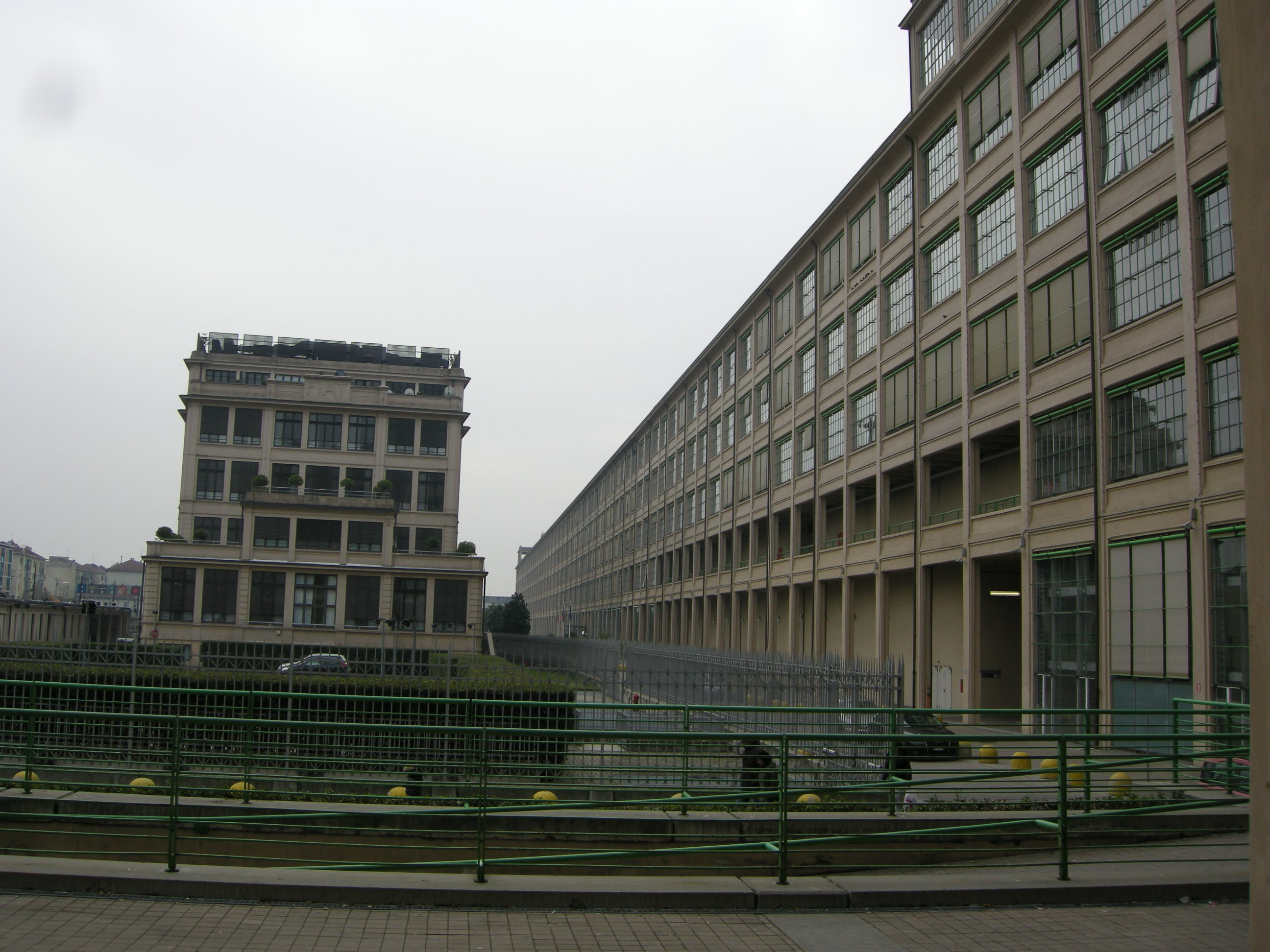
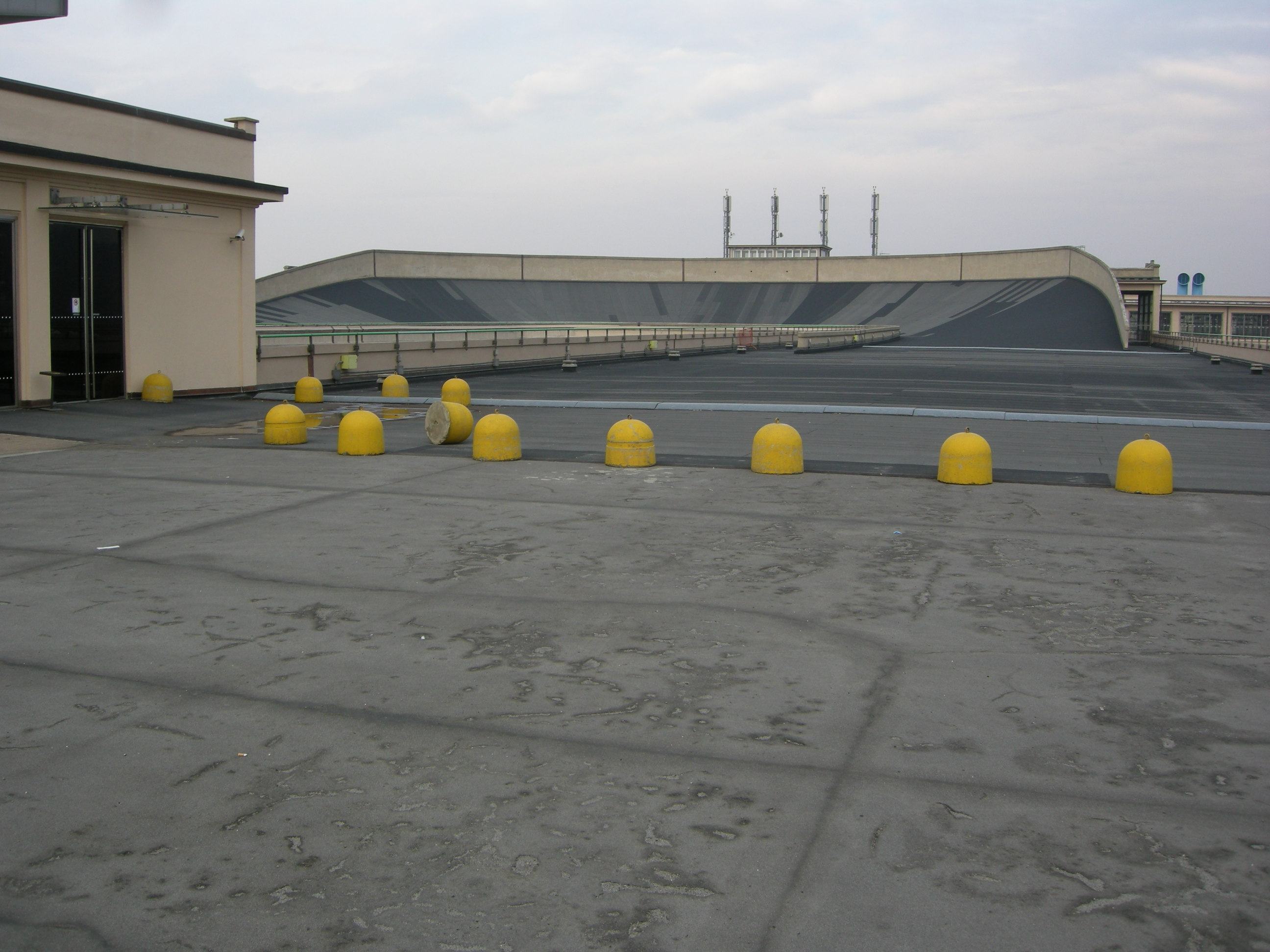
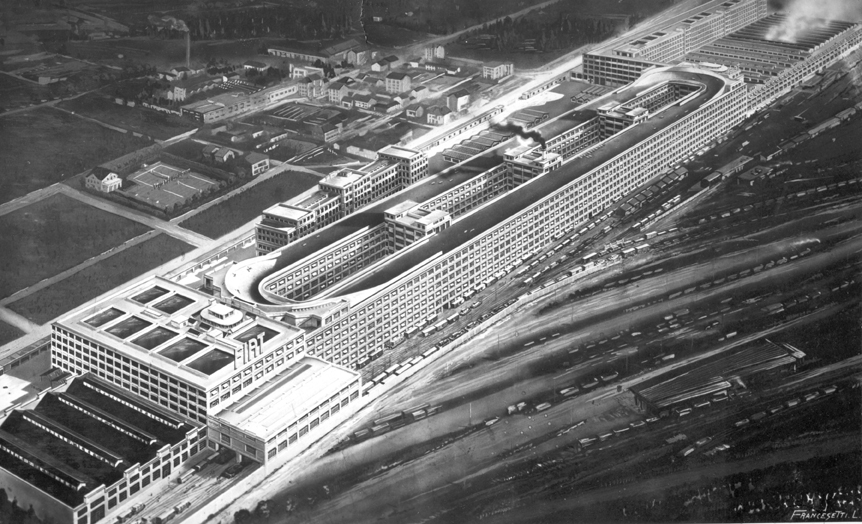
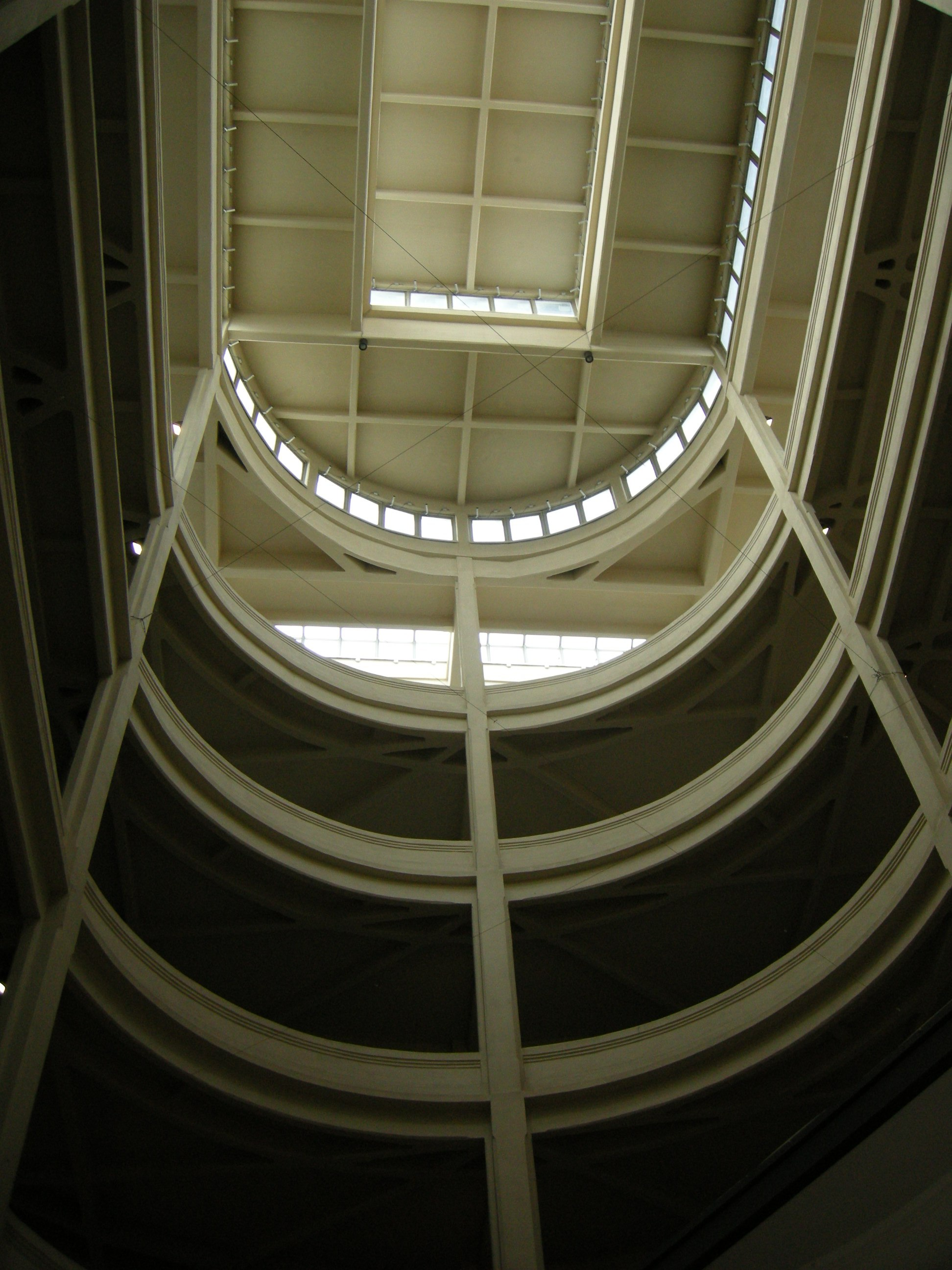
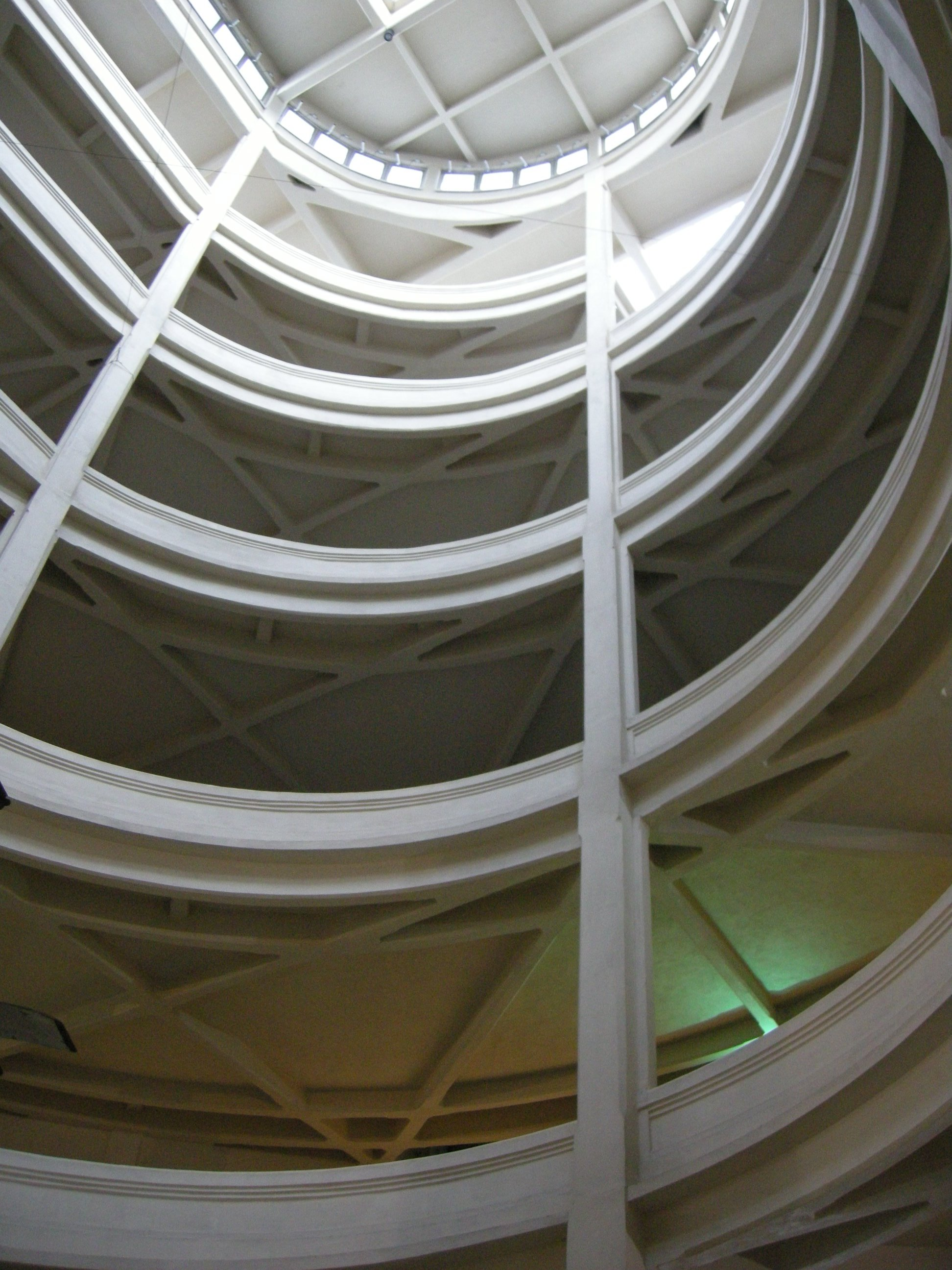
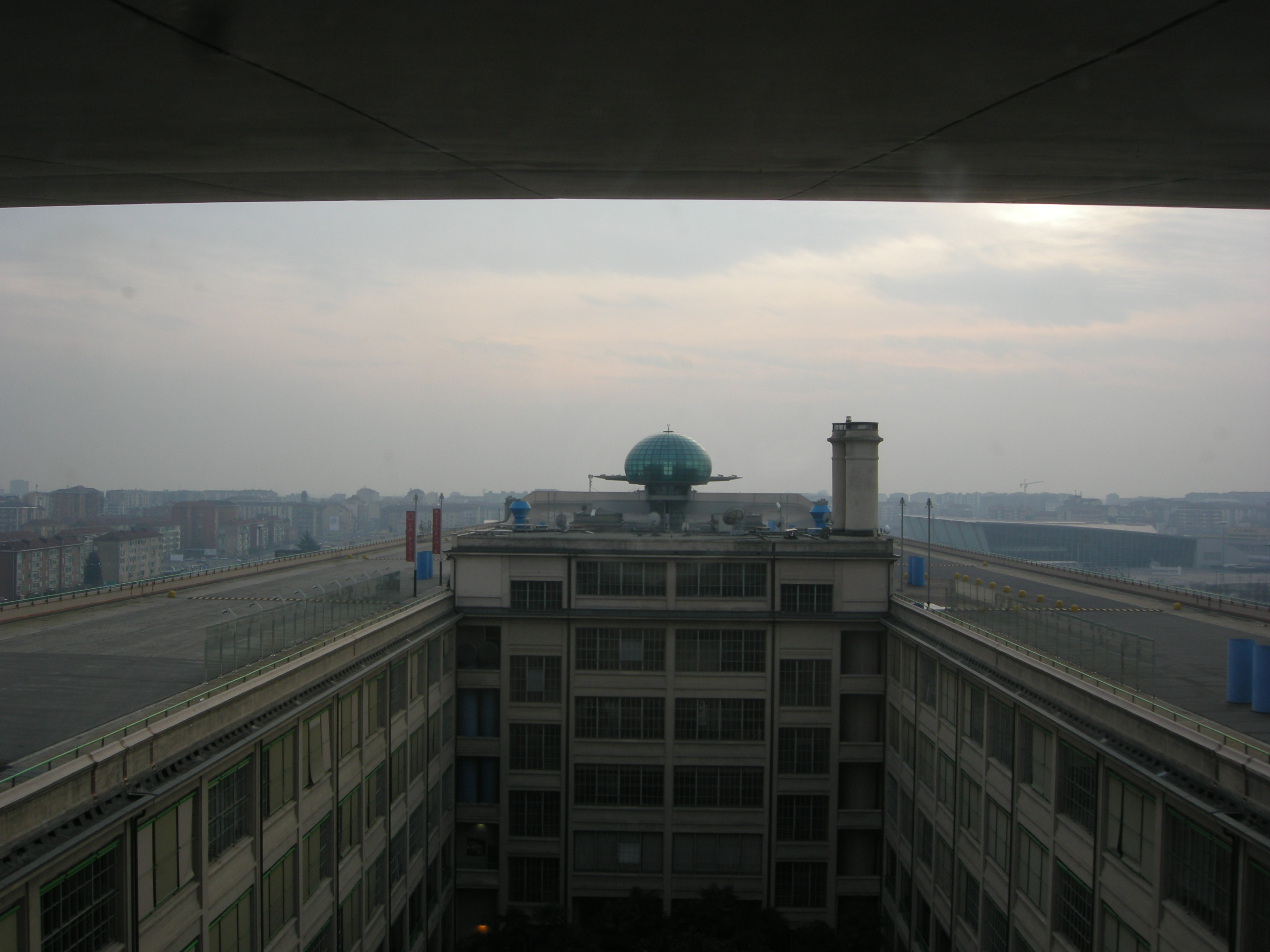
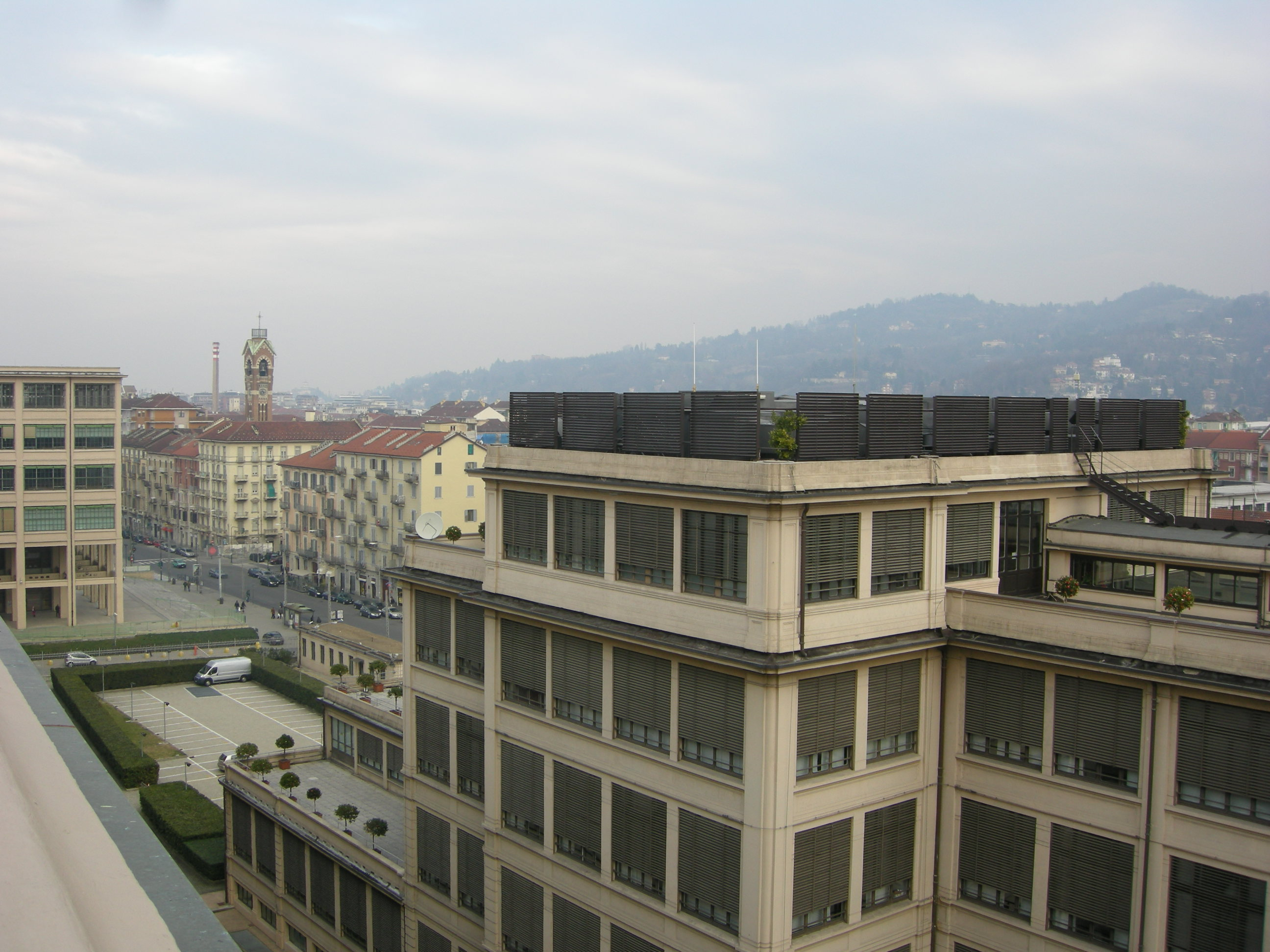
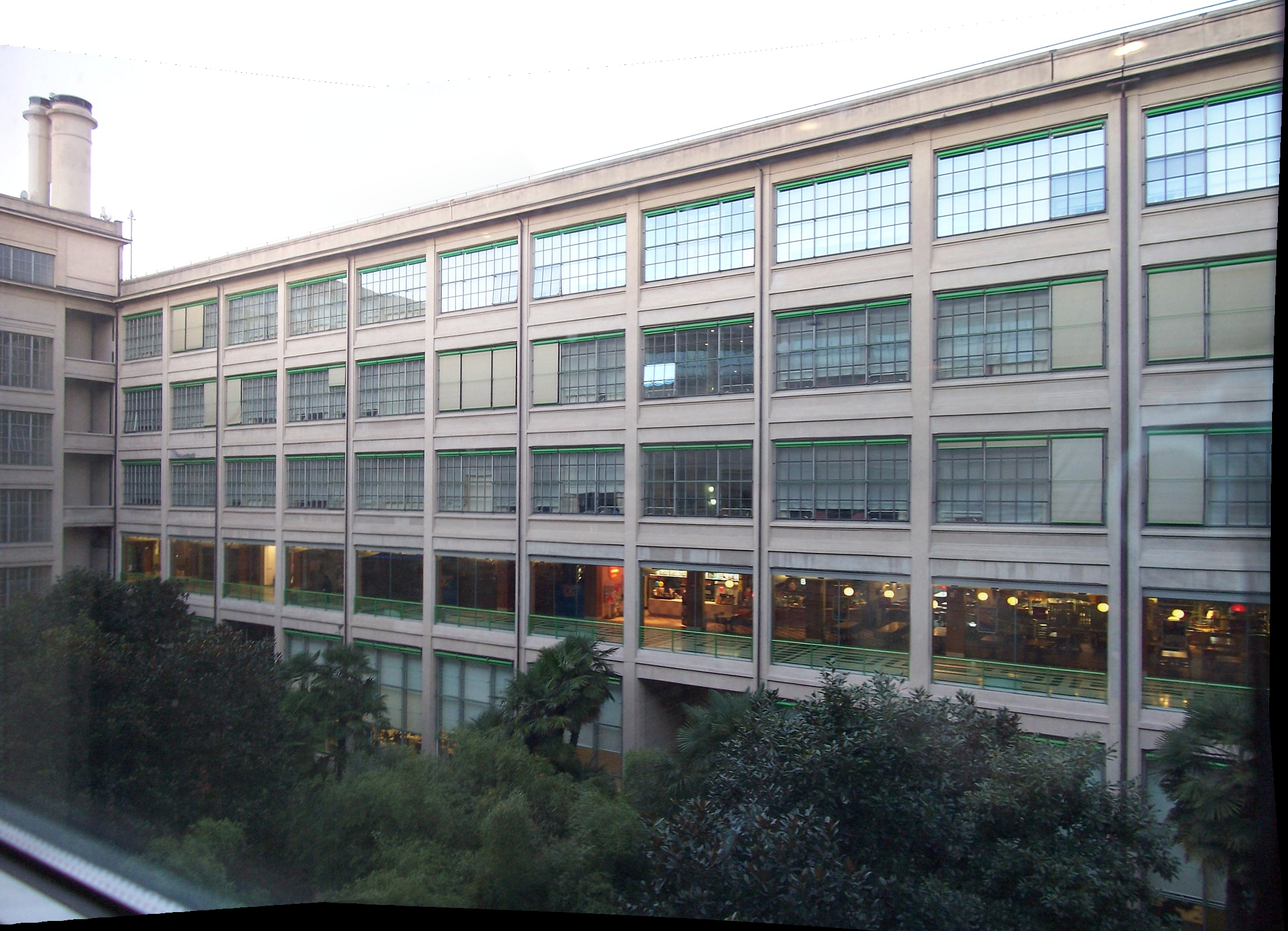
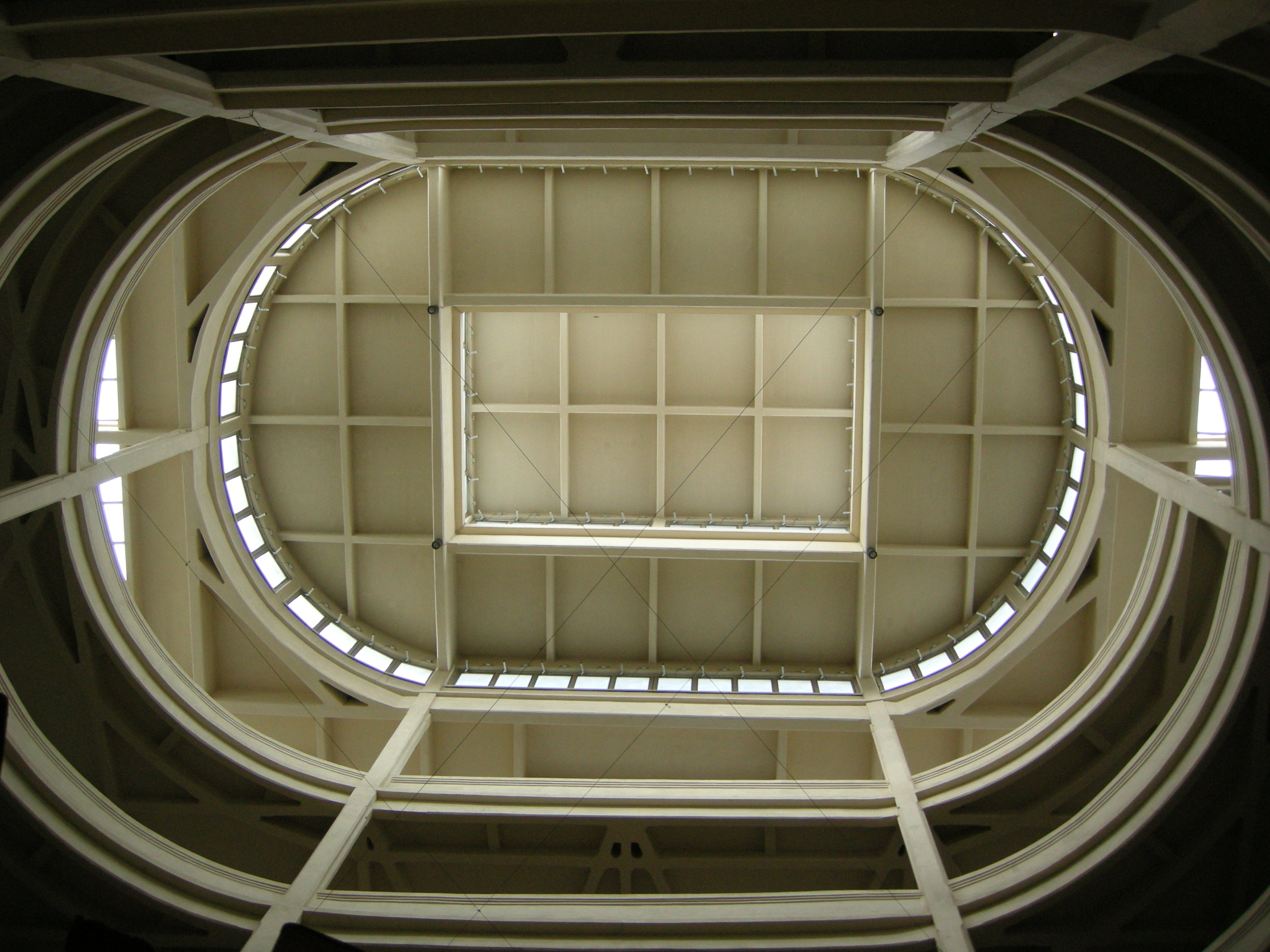
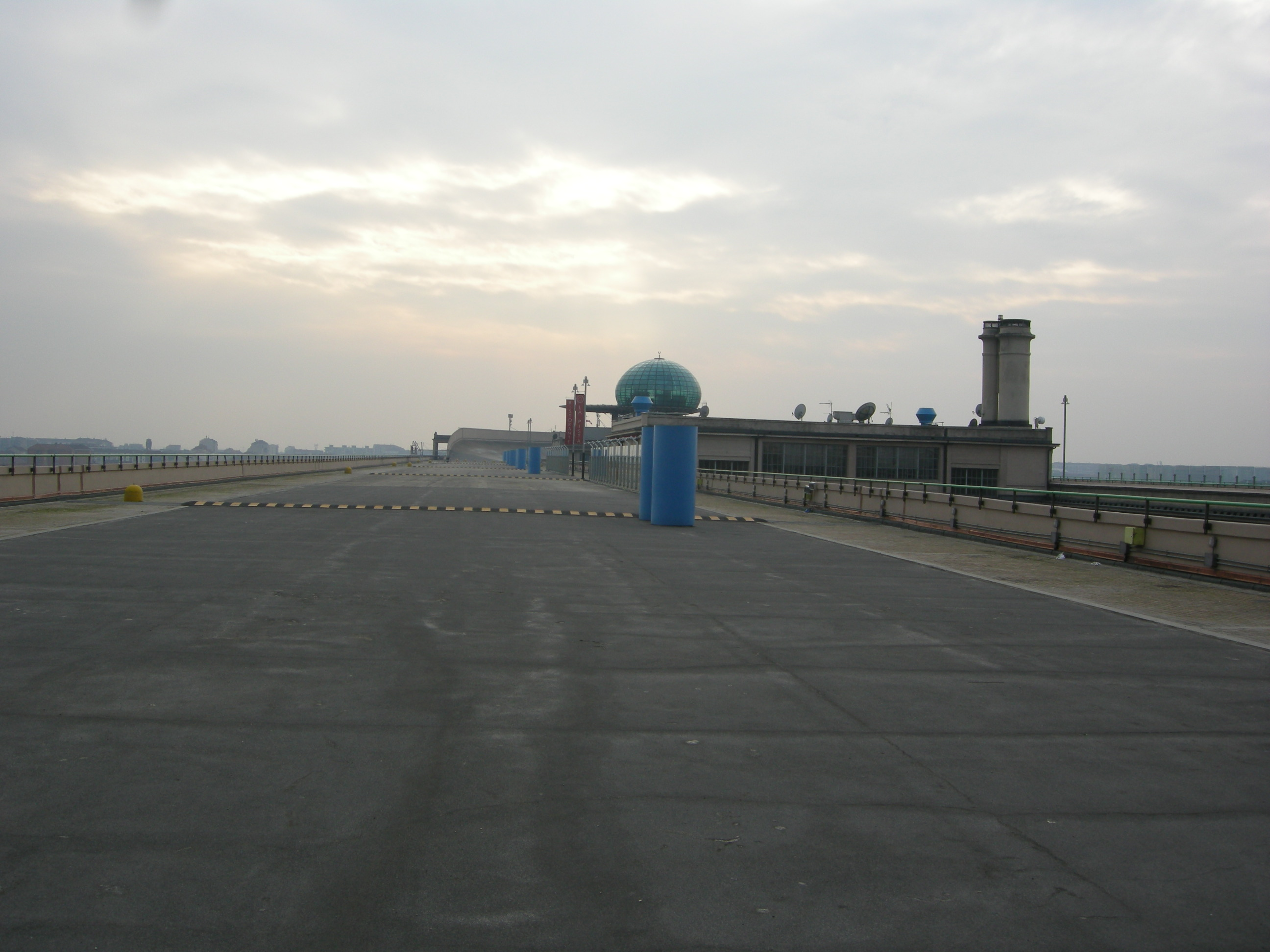